# Resen
Resen (makedonska: Ресен [ˈrɛːsɛn] lyssna (fil)) är en mindre stad i kommunen Resen i sydvästra Nordmakedonien. Staden är belägen mitt emellan städerna Bitola och Ohrid. Resen hade 7 904 invånare vid folkräkningen år 2021.
Staden är belägen 885 meter över havet, i närheten av Prespasjön, och är den enda staden i Presparegionen, ett område berömd för sina äpplen, sin honung och sina vilda örter. Söder om Resen ligger berget Baba med toppen Pelister.

## Historia
Området kring Resen har varit bebott ända sedan neolitisk tid. Under romersk tid fanns här en bosättning vid namn Scyrithania, och den romerska vägen Via Egnatia passerade platsen. På 500- och 600-talen slog sig den slaviska stammen berziti ner i området.
Staden Resen omnämns första gången 1337 som en del av det makedoniska kungadömet, med huvudsäte i Prilep. Den blev senare en del av det Osmanska riket, och här föddes Ahmed Niyazi Bey, en av ungturkarna som ledde turkiska revolutionen. Bey byggde slottet Saraj i Resen, i stil med Château de Chenonceau i Loiredalen i Frankrike.
Staden är känd för sin tidstypiska 1800-talsarkitektur från den "makedonska renässansen".
Under andra världskriget erövrades Resen av Bulgarien, medan de södra delarna av Presparegionen gavs till det fascistiska Albanien, som båda var allierade med axelmakterna.

## Demografi
Staden hade 7 904 invånare vid folkräkningen år 2021. Av invånarna i Resen är 72,17 % makedonier, 14,60 % turkar, 5,04 % albaner, 3,96 % romer och 0,66 % serber (2021).

## Näringsliv
Resen är berömt för sina äppelodlingar. Under 1980-talet byggde tyska investerare en fabrik för tillverkning av juice och andra fruktrelaterade produkter i samhället Carev Dvor, 5 kilometer utanför Resen. Det mesta av det som produceras där exporteras, bland annat till Tyskland, Nederländerna och Danmark. I centrum av Resen finns fabriken Agroplod som nu ägs av Swisslion, vilka tillverkar olika slags livsmedel, allt ifrån kaffe till choklad och chips.

## Bildgalleri

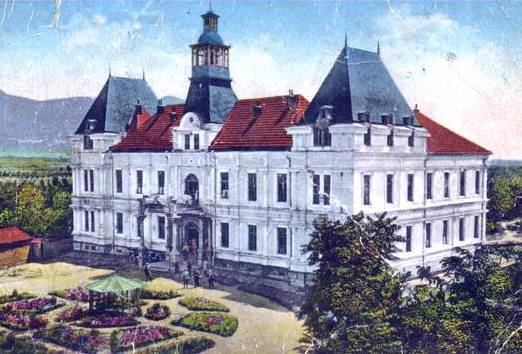
Äldre avbildning av slottet Saraj.
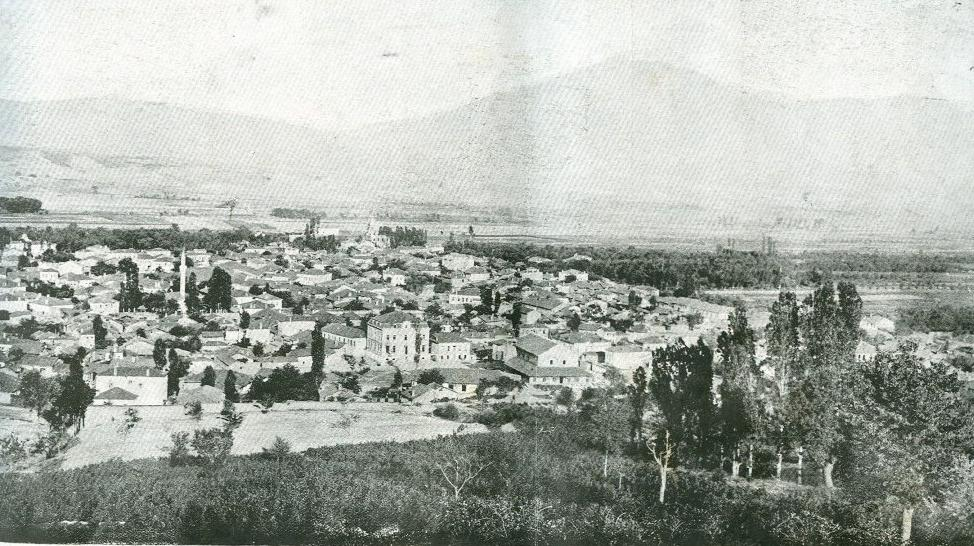
Resen före 1920.
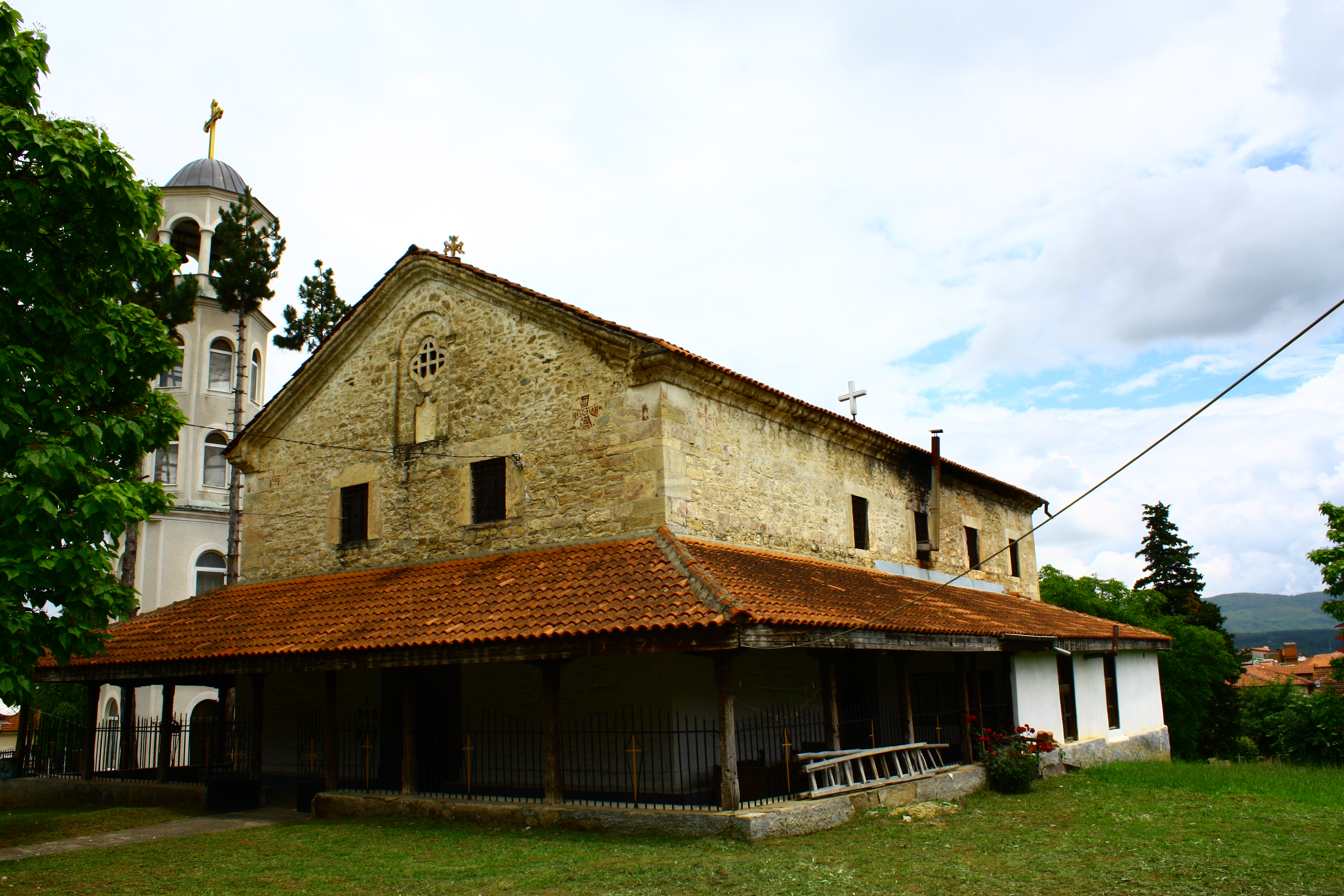
Ortodox kyrka i Resen.